# David Gantar
David John Gantar (Edmonton, 27 juni 1975) is een Canadees voormalig voetbalscheidsrechter. Hij was in dienst van de FIFA en CONCACAF tussen 2011 en 2019. Ook leidt hij van 2010 tot 2021 wedstrijden in de Major League Soccer.
Op 4 juli 2010 leidde Gantar zijn eerste wedstrijd in de Amerikaanse eerste divisie. De wedstrijd tussen San Jose Earthquakes en D.C. United eindigde in een 1–1 gelijkspel. Hij hield tijdens dit duel zijn kaarten op zak. Zijn eerste interland leidde hij op 11 juni 2011, toen Grenada met 1–7 verloor van Honduras. Tijdens dit duel trok Gantar eenmaal de gele kaart.

## Interlands
| Datum             | Plaats                            | Wedstrijd                        | Uitslag | Competitie           | Kreeg geel | Kreeg voor de tweede keer geel en dus rood | Weggestuurd |
| ----------------- | --------------------------------- | -------------------------------- | ------- | -------------------- | ---------- | ------------------------------------------ | ----------- |
| 11 juni 2011      | Miami, Verenigde Staten           | Grenada – Honduras               | 1 – 7   | Gold Cup 2011        | 1          | 0                                          | 0           |
| 22 maart 2012     | Kingston, Jamaica                 | Jamaica – Costa Rica             | 0 – 0   | Vriendschappelijk    | 4          | 1                                          | 0           |
| 16 augustus 2012  | Washington D.C., Verenigde Staten | El Salvador – Jamaica            | 0 – 2   | Vriendschappelijk    | 4          | 0                                          | 0           |
| 12 september 2012 | North Sound, Antigua              | Antigua en Barbuda – Guatemala   | 0 – 1   | WK 2014 kwalificatie | 6          | 0                                          | 0           |
| 15 november 2012  | Houston, Verenigde Staten         | Honduras – Peru                  | 0 – 0   | Vriendschappelijk    | 4          | 0                                          | 0           |
| 13 juli 2013      | Sandy, Verenigde Staten           | Verenigde Staten – Cuba          | 4 – 1   | Gold Cup 2013        | 1          | 0                                          | 0           |
| 15 augustus 2013  | East Rutherford, Verenigde Staten | Mexico – Ivoorkust               | 4 – 1   | Vriendschappelijk    | 3          | 0                                          | 0           |
| 17 november 2013  | Miami, Verenigde Staten           | Honduras – Brazilië              | 0 – 5   | Vriendschappelijk    | 4          | 0                                          | 0           |
| 26 mei 2014       | Harrison, Verenigde Staten        | Servië – Jamaica                 | 2 – 1   | Vriendschappelijk    | 1          | 0                                          | 0           |
| 10 juni 2014      | Miami, Verenigde Staten           | Ghana – Zuid-Korea               | 4 – 0   | Vriendschappelijk    | 1          | 0                                          | 0           |
| 6 september 2014  | Miami, Verenigde Staten           | Brazilië – Colombia              | 1 – 0   | Vriendschappelijk    | 6          | 1                                          | 0           |
| 11 oktober 2014   | Harrison, Verenigde Staten        | Colombia – El Salvador           | 3 – 0   | Vriendschappelijk    | 3          | 0                                          | 0           |
| 15 juni 2015      | North Sound, Antigua              | Saint Lucia – Antigua en Barbuda | 1 – 4   | WK 2018 kwalificatie | 4          | 0                                          | 2           |
| 12 juli 2015      | Glendale, Verenigde Staten        | Trinidad en Tobago – Cuba        | 2 – 0   | Gold Cup 2015        | 4          | 0                                          | 0           |
| 8 september 2015  | Port-au-Prince, Haïti             | Haïti – Grenada                  | 3 – 0   | WK 2018 kwalificatie | 2          | 0                                          | 0           |
| 8 januari 2016    | Panama-Stad, Panama               | Trinidad en Tobago – Haïti       | 0 – 1   | CA 2016 kwalificatie | 4          | 0                                          | 0           |
| 22 maart 2019     | Orlando, Verenigde Staten         | Verenigde Staten – Ecuador       | 1 – 0   | Vriendschappelijk    | 2          | 0                                          | 0           |
| 10 juni 2019      | Arlington, Verenigde Staten       | Mexico – Ecuador                 | 3 – 2   | Vriendschappelijk    | 2          | 0                                          | 0           |